# NGC 6233
NGC 6233 is een lensvormig sterrenstelsel in het sterrenbeeld Hercules. Het hemelobject werd op 12 juli 1880 ontdekt door de Franse astronoom Édouard Jean-Marie Stephan.

## Synoniemen
- UGC 10573
- MCG 4-40-2
- ZWG 139.7
- NPM1G +23.0434
- PGC 59086